# Campeonato de Tercera División 1936 (Argentina)
El Campeonato de Tercera División 1936 fue la segunda temporada de la categoría, que era la tercera división del fútbol argentino. Esta temporada marcó la desafiliación de Liniers, Olivos, Defensores de Santos Lugares y Palermo; estos dos últimos ya habían desistido de participar en el campeonato anterior.
El torneo entregó un solo ascenso, que fue entregado al campeón de la temporada, así como se dispuso que ningún equipo perdiera la categoría, ya que era la última categoría del fútbol argentino en esa época. Los equipos fueron divididos en dos zonas cuyos ganadores se disputaron el campeonato en una final a doble partido.
El campeón y único ascendido fue Sportivo Alsina, que luego de vencer en un desempate por el primer lugar de su zona a Progresista y accedió a la final, en la cual superó a Boulogne. De esta manera, fue el primer ascendido en la historia de la divisional ya que el campeón del torneo anterior, Progresista precisamente, no obtuvo el ascenso
Asimismo, si bien no hubo descensos General San Martín decidió no participar en el campeonato y se desafilió de la Asociación del Fútbol Argentino antes del comienzo del mismo.

## Incorporaciones y desafiliaciones
| Desafiliados                 |
| ---------------------------- |
| Defensores de Santos Lugares |
| Liniers                      |
| Olivos                       |
| Palermo                      |

| Ascendidos a la Segunda División |
| -------------------------------- |
| No hubo                          |

| Nuevos afiliados |
| ---------------- |
| No hubo          |

| Descendidos de la Segunda División |
| ---------------------------------- |
| No hubo                            |

- De esta manera, el número de equipos se redujo a 18.

## Equipos participantes
| Equipo             | Ciudad          |
| ------------------ | --------------- |
| 25 de Mayo         | Martínez        |
| Bella Vista        | Bella Vista     |
| Boulogne           | Boulogne        |
| Central Argentino  | Villa Ballester |
| Deportivo Huracán  | San Justo       |
| El Progreso        | Lanús           |
| Estrella Blanca    | Lanús           |
| General San Martín | San Martín      |
| J. J. de Urquiza   | Caseros         |
| Los Andes          | Lomas de Zamora |
| Marplatense        | Lanús           |
| Progresista        | Gerli           |
| Ramsar             | Ramos Mejía     |
| San Miguel         | San Miguel      |
| Sportivo Acassuso  | San Isidro      |
| Sportivo Alsina    | Valentín Alsina |
| Sportivo Florida   | Florida         |
| Sportivo Palermo   | Buenos Aires    |

| 1. 2. |

### Distribución geográfica de los equipos
| Región                        | Cant. | Equipos                                                     |
| ----------------------------- | ----- | ----------------------------------------------------------- |
| Partido de Lanús              | 4     | El Progreso, Estrella Blanca, Marplatense y Sportivo Alsina |
| Partido de San Isidro         | 3     | 25 de Mayo, Boulogne y Sportivo Acassuso                    |
| Partido de General San Martín | 2     | Central Argentino y General San Martín                      |
| Partido de La Matanza         | 2     | Deportivo Huracán y Ramsar                                  |
| Partido de San Miguel         | 2     | Bella Vista y San Miguel                                    |
| Partido de Avellaneda         | 1     | Progresista                                                 |
| Partido de Lomas de Zamora    | 1     | Los Andes                                                   |
| Partido de Tres de Febrero    | 1     | J. J. de Urquiza                                            |
| Partido de Vicente López      | 1     | Sportivo Florida                                            |
| Ciudad de Buenos Aires        | 1     | Sportivo Palermo                                            |

## Formato
Los diecisiete equipos fueron divididos en dos zonas: una compuesta por nueve equipos (que en un comienzo eran diez pero luego uno de ellos se dio de baja) y otra por ocho. En cada una de las zonas se enfrentaron todos contra todos a dos rondas. El ganador de cada una de las zonas clasificó a la final por el ascenso.

### Ascensos
El ganador de la final se consagró campeón obtuvo el ascenso a la segunda división.

### Descensos
No hubo descensos esta temporada ya que no había categoría inferior.

## Zona A

### Tabla de posiciones
| Pos. | Equipo            | Pts. | PJ | PG | PE | PP | GF | GC | Dif. |
| ---- | ----------------- | ---- | -- | -- | -- | -- | -- | -- | ---- |
| 1.º  | J. J. de Urquiza  | 25   | 16 | 10 | 5  | 1  | 29 | 12 | 17   |
| 2.º  | Boulogne          | 25   | 16 | 12 | 1  | 3  | 27 | 16 | 11   |
| 3.º  | Bella Vista       | 21   | 16 | 9  | 3  | 4  | 34 | 25 | 9    |
| 4.º  | Sportivo Florida  | 20   | 16 | 9  | 2  | 5  | 26 | 19 | 7    |
| 5.º  | Sportivo Acassuso | 17   | 16 | 6  | 5  | 5  | 21 | 14 | 7    |
| 6.º  | Sportivo Palermo  | 17   | 16 | 8  | 1  | 7  | 22 | 19 | 3    |
| 7.º  | 25 de Mayo        | 9    | 16 | 2  | 5  | 9  | 11 | 21 | −10  |
| 8.º  | Central Argentino | 7    | 16 | 2  | 3  | 11 | 18 | 38 | −20  |
| 9.º  | San Miguel        | 5    | 16 | 2  | 1  | 13 | 16 | 40 | −24  |

|  | Disputaron un desempate para determinar al clasificado a la final por el campeonato. |

### Desempate
Al finalizar igualados en puntos en la primera posición, J. J. de Urquiza y Boulogne jugaron un desempate para determinar al ganador de la zona, que constó de dos partidos.
| Boulogne                                                                                | 2 - 1 | J. J. de Urquiza | 20 de septiembre |
| J. J. de Urquiza                                                                        | 1 - 1 | Boulogne         | 27 de septiembre |
| Boulogne ganó la serie con un global de 3 - 2 y clasificó a la final por el campeonato. |       |                  |                  |

## Zona B

### Tabla de posiciones
| Pos. | Equipo            | Pts. | PJ | PG | PE | PP | GF | GC | Dif. |
| ---- | ----------------- | ---- | -- | -- | -- | -- | -- | -- | ---- |
| 1.º  | Sportivo Alsina   | 22   | 14 | 9  | 4  | 1  | 27 | 11 | 16   |
| 2.º  | Progresista       | 22   | 14 | 9  | 4  | 1  | 28 | 13 | 15   |
| 3.º  | Estrella Blanca   | 16   | 14 | 6  | 4  | 4  | 24 | 15 | 9    |
| 4.º  | Deportivo Huracán | 16   | 14 | 6  | 4  | 4  | 15 | 23 | −8   |
| 5.º  | Los Andes         | 14   | 14 | 6  | 2  | 6  | 15 | 16 | −1   |
| 6.º  | Marplatense       | 13   | 14 | 5  | 3  | 6  | 21 | 18 | 3    |
| 7.º  | El Progreso       | 4    | 14 | 2  | 0  | 12 | 14 | 23 | −9   |
| 8.º  | Ramsar            | 3    | 14 | 1  | 1  | 12 | 5  | 30 | −25  |

|  | Disputaron un desempate para determinar al clasificado a la final por el campeonato. |

### Desempate
Al finalizar igualados en puntos en la primera posición, Sportivo Alsina y Progresista jugaron un desempate para determinar al ganador de la zona, que constó de dos partidos.
| Progresista                                                                                    | 1 - 2 | Sportivo Alsina | 20 de septiembre |
| Sportivo Alsina                                                                                | 2 - 2 | Progresista     | 27 de septiembre |
| Sportivo Alsina ganó la serie con un global de 4 - 3 y clasificó a la final por el campeonato. |       |                 |                  |

## Final por el campeonato
Boulogne y Sportivo Alsina, ganadores de la Zona A y la Zona B respectivamente, jugaron la final para determinar al campeón y único ascendido, que constó de dos partidos.
| Boulogne | 0 - 4 | Sportivo Alsina | 8 de noviembre  |
| Sportivo Alsina                                                                                             | 1 - 1 | Boulogne        | 15 de noviembre |
| Sportivo Alsina ganó la serie con un global de 5 - 1, se consagró campeón y ascendió a la Segunda División. |       |                 |                 |